# The Jean Genie
The Jean Genie è un brano musicale scritto dall'artista inglese David Bowie e pubblicato come 45 giri il 24 novembre 1972.
Nona traccia e primo singolo estratto dall'album Aladdin Sane, è una delle canzoni più famose di Bowie e una delle più eseguite nei concerti, oltre ad aver rappresentato il suo più notevole successo commerciale fino a quel momento.

## Tracce
1. The Jean Genie (David Bowie) - 4:02
2. Ziggy Stardust (David Bowie) - 3:13

## Formazione
- David Bowie - voce, chitarra, armonica
- Mick Ronson - chitarra
- Trevor Bolder - basso
- Mick Woodmansey - batteria

## Il brano
The Jean Genie venne riconosciuta da Bowie sin dall'inizio come una canzone ispirata alla figura di Iggy Pop e nel 1996 l'ha descritta come «focalizzata su Iggy, un personaggio tipo Iggy che fosse pienamente credibile. Non era realmente Iggy...» In seguito il cantante definì il protagonista «un sottoproletario bianco, una specie di ragazzo da camping per roulotte».
Per quanto riguarda il più volte suggerito riferimento allo scrittore francese Jean Genet, Bowie non ha mai ammesso che fosse intenzionale anche se all'epoca dichiarò: «Era molto, molto inconscio, ma penso che probabilmente ci fosse... Un paio d'anni fa Lindsay Kemp realizzò la più fantastica messa in scena di Notre Dame des Fleurs e quello spettacolo mi è sempre rimasto in mente». Parlando più specificamente della registrazione aggiunse che voleva ottenere con l'armonica a bocca lo stesso sound del primo album dei Rolling Stones: «Non mi ci avvicinai nemmeno, ma riuscii a ricreare almeno in parte il feeling che cercavo, quell'atmosfera da anni sessanta».
Nel gennaio 1973 un riff di chitarra molto simile a quello di The Jean Genie venne replicato in Block Buster! degli Sweet, che grazie al clamoroso successo ottenuto scalzarono Long Haired Lover from Liverpool di Jimmy Osmond dalla prima posizione in classifica e la mantennero per cinque settimane. La cosa dette origine a interpretazioni controverse anche se Nicky Chinn, coautore di Block Buster!, in seguito continuò a sostenere che si trattava di un'assoluta coincidenza: «Siccome Bowie era più à la page degli Sweet, si tendeva a dedurre che noi avessimo copiato da Bowie...»
In realtà il riff aveva avuto già i suoi antecedenti nella versione di I'm a Man di Bo Diddley realizzata dagli Yardbirds e, analogamente, in alcuni classici stile Delta blues scritti da loro stessi come Over Under Sideways Down.

### Il lato B
Attraverso un testo ricco di allusioni, da Marc Bolan a Lou Reed, passando per Jimi Hendrix, Vince Taylor e Iggy Pop, la nona traccia dell'album The Rise and Fall of Ziggy Stardust and the Spiders from Mars descrive l'ascesa e la caduta della superstar androgina protagonista della storia cavalcando una delle più famose melodie rock eseguite dalla chitarra di Mick Ronson. Tra le numerose cover è da ricordare quella dei Bauhaus, che pubblicarono il brano come 45 giri nell'ottobre 1982 raggiungendo il 15º posto in classifica nel Regno Unito.

## Registrazione
Alcune fonti riportano che la canzone vide la luce nel settembre 1972, durante una jam session improvvisata (a cui venne dato il titolo Busin') sull'autobus Greyhound affittato per il trasferimento da Cleveland a Memphis durante lo Ziggy Stardust Tour, quando Mick Ronson cominciò a strimpellare un riff in stile Bo Diddley sulla sua Les Paul.
In realtà lo stesso Bowie ha dichiarato che il riff originario venne improvvisato nello stesso periodo da lui stesso a New York nell'appartamento di Cyrinda Foxe, già attrice per Andy Warhol e all'epoca impiegata di MainMan, la compagnia di management fondata da Tony Defries.
The Jean Genie fu in ogni caso la prima traccia di Aladdin Sane ad allinearsi ai blocchi di partenza. A fine settembre ne fu inciso un demo presso gli impianti della RCA di Nashville e la canzone fu completata negli studi newyorkesi della casa discografica pochi giorni dopo.

## Uscita e accoglienza
Il singolo venne pubblicato il 24 novembre 1972 in Europa, Stati Uniti, Sud America, Australia, Sud Africa, Giappone e Israele, in questo caso con la copertina disegnata da George Underwood, amico di vecchia data di David Bowie.
Negli Stati Uniti, in Sud Africa e in Europa (tranne nel Regno Unito e in Germania) The Jean Genie uscì con Hang On to Yourself come lato B, in Grecia con Drive-In Saturday e in Giappone con John, I'm Only Dancing, mentre in Perù uscì come lato B di Space Oddity.
Il 45 giri fu bandito in Rhodesia, dove le autorità lo considerarono "indesiderabile".

### Classifiche
Nel Regno Unito il 45 giri raggiunse il 2º posto in classifica in poco più di un mese e rimase nella Official Singles Chart per 13 settimane. Nel 1983 ha fatto di nuovo ingresso in classifica per due settimane, non superando il 98º posto.
Nel gennaio 2016, dopo la morte di David Bowie la canzone ha guadagnato nuova popolarità ed ha nuovamente fatto ingresso nella classifica francese.
| Paese       | Anno | Posizione | Classifica                                    |
| ----------- | ---- | --------- | --------------------------------------------- |
| Australia   | 1973 | 37        | Top 100 Singles Chart                         |
| Belgio      | 1973 | 26        | Ultratop 50 Singles (Fiandre)                 |
| Francia     | 1973 | 22        | Syndicat national de l'édition phonographique |
| Francia     | 2016 | 179       | Syndicat national de l'édition phonographique |
| Germania    | 1973 | 37        | Top 100 Single-Charts                         |
| Irlanda     | 1973 | 3         | Irish Singles Chart                           |
| Italia      | 1973 | 38        | Top Annuali Single                            |
| Paesi Bassi | 1973 | 5         | Dutch Top 40                                  |
| Paesi Bassi | 1973 | 7         | Single Top 100                                |
| Regno Unito | 1973 | 2         | Official Singles Chart                        |
| Regno Unito | 1983 | 98        | Official Singles Chart                        |
| Stati Uniti | 1972 | 71        | Billboard Hot 100                             |

## The Jean Geniedal vivo
The Jean Genie ricevette il battesimo dal vivo il 7 ottobre 1972 a Chicago, durante lo Ziggy Stardust Tour, e da allora ha fatto parte delle scalette di quasi tutte le tournée di David Bowie, fatta eccezione per l'Outside Tour 1995-96 e l'Hours Tour 1999.
Nel concerto del 3 luglio 1973 all'Hammersmith Odeon di Londra, verso la fine ci fu l'apparizione di Jeff Beck che si unì a Bowie e gli Spiders from Mars per il bis di The Jean Genie, con un accenno a Love Me Do dei Beatles. Questa versione venne in seguito esclusa sia dall'album live Ziggy Stardust - The Motion Picture (1983) sia dal film concerto Ziggy Stardust and the Spiders from Mars (1984).
Per il Diamond Dogs Tour del 1974 venne eseguita con un arrangiamento più lento in stile cabaret mentre nei concerti dello Station to Station Tour del 1976 venne usata come ultimo bis, spesso dilatata a dismisura tra improvvisazioni di chitarra e falsi finali.
Durante la prima metà del Serious Moonlight Tour del 1983 la canzone dava il via all'apertura del sipario, quando Bowie passeggiava sul palco canticchiando i primi versi prima di passare a Star, e veniva poi eseguita interamente come bis.
Durante il Glass Spider Tour del 1987 Peter Frampton e Carlos Alomar ingaggiavano un epico duetto di chitarre che comprendeva una citazione di Do You Feel Like We Do dello stesso Frampton e Satisfaction dei Rolling Stones, mentre per il Sound+Vision Tour del 1990 la canzone sconfinava in Gloria dei Them e occasionalmente in Maria di West Side Story.
Durante l'Earthling Tour del 1997 la prima strofa veniva eseguita con un lento andamento blues, di solito incrementata da alcuni passaggi di una selezione sempre rinnovata di vecchi standard prima di accelerare il ritmo e passare al ritornello.
Tra le esibizioni "estemporanee":
- 3 gennaio 1973, Top of the Pops trasmesso dalla BBC il giorno seguente.
- 19 ottobre 1973, The 1980 Floor Show, Marquee Club di Londra.
- 30 maggio 1978, Musikladen Extra, trasmesso in Germania da Radio Bremen il 4 agosto.
- 20 ottobre 1996, Bridge School Benefit, Shoreline Amphitheatre di Mountain View.
- 9 gennaio 1997, Birthday Benefit Concert, Madison Square Garden di New York, in duetto con Billy Corgan.
- 19 giugno 2000, BowieNet Show, concerto riservato agli abbonati al sito ufficiale del cantante alla Roseland Ballroom di New York.
- 27 giugno 2000, BBC Radio Theatre di Londra, concerto trasmesso qualche mese dopo (durante i bis, Bowie fu costretto a fermarsi per alcuni problemi alla voce e il gruppo che lo accompagnava fece una jam session su The Jean Genie fino a quando non ricominciò a cantare).

## Il videoclip
Il videoclip di The Jean Genie, il secondo diretto da Mick Rock dopo quello di John, I'm Only Dancing, fu girato il 28 ottobre 1972 a San Francisco con sole 350 sterline.
Il video comprende frammenti di esibizioni live intervallati da scene degli Spiders from Mars che posano in un albergo, dall'appropriato nome Mars Hotel, mentre Bowie esamina Cyrinda Foxe come un regista cinematografico attraverso un obiettivo simulato intrecciando le dita. «A riguardarlo adesso ha un'aria vagamente beatlesiana», commentò il cantante nel 1986, «era piuttosto innovativo a livello di scenografia. Volevamo ottenere un look molto grafico, bianco, quasi tipo Vogue, grandi facce, grandi porzioni di facce, occhi su abbaglianti fondali bianchi da inserire in un'ambientazione appropriata».
Il video è incluso nei video album Bowie - The Video Collection e Best of Bowie.

## Pubblicazioni successive
Il 45 giri è stato pubblicato di nuovo nel 1982 in versione picture disc all'interno della serie Fashions, nel 1983 nella serie Lifetimes e di nuovo come picture disc nel 2012, in occasione del 40º anniversario, con la versione di Top of the Pops del 4 gennaio 1973 come lato B.
Le raccolte e gli album live che includono The Jean Genie sono:
- Best Deluxe (1973, uscito in Giappone)
- David Live (1974)
- ChangesOneBowie (1976)
- The Best of Bowie (1980)
- Glass Spider (1988, DVD)
- Changesbowie (1990)
- The Singles Collection (1993)
- The Best of David Bowie 1969/1974 (1997)
- Best of Bowie (2002)
- The Platinum Collection (2005)
- Live Santa Monica '72 (2008, versione presente anche nel bonus disc allegato all'edizione del 2003 di Aladdin Sane)
- Nothing Has Changed (2014)
- Five Years (1969-1973) (2015, nel CD Re:Call 1)

Una versione dal vivo registrata al Nassau Coliseum di New York il 23 marzo 1976 si trova nel bonus disc incluso nella riedizione di Station to Station del 2010.

## The Jean Genienella cultura di massa
- In più di un'occasione i Simple Minds hanno citato The Jean Genie come fonte d'ispirazione, affermando di aver preso il nome dal verso «He's so simple-minded he can't drive his module» («È così sprovveduto che non sa guidare il suo modulo»).[20]
- Il brano è citato nelle serie tv Alphas (nell'episodio pilota), Life on Mars e nel suo spin-off Ashes to Ashes. Nelle ultime due il personaggio dell'ispettore capo Gene Hunt, interpretato da Philip Glenister, fa spesso riferimento a se stesso come "The Gene Genie".
- The Jean Genie compare nel film biografico Control del 2007, nel quale un giovane Ian Curtis canta il ritornello davanti allo specchio mentre il brano risuona dal giradischi, ed è presente nella colonna sonora del film American Hustle del 2013.
- Il cantautore olandese Arjen Lucassen menziona il brano in Best of Friends, seconda traccia dell'album da solista Pools of Sorrow, Waves of Joy del 1994 («When the evening came so did the magic sound / Let the neighbours know "Jean Jeanie" is around»).

## Cover
Diversi artisti hanno eseguito cover di The Jean Genie, molte delle quali presenti in album tributo:
- The Alan Caddy Orchestra and Singers in England's Top Twelve del 1973
- The Diamonds in Million Copy Hit Songs Made Famous by Elton John & David Bowie del 1974
- Fernando in Crash Course for the Ravers: A Tribute to the Songs of David Bowie del 1996
- i Block Busters in Powder to the People del 1998
- i Die Lady Di in Ashes to Ashes - A Tribute To David Bowie del 1999
- Beverly Jo Scott e Arno in Amnesty for Eve del 1999 (medley con La Fille de Père Noël, intitolato Jean Baltazaarrr)
- i Children of the Revolution in IV del 2000
- Praga Kahn in Glittering 2000 del 2000
- gli Enuff Z'Nuff in 10 del 2000
- i Cybernauts in Cybernauts Live del 2000
- i Galactic Achievement Society in Sound + Vision: The Electronic Tribute to David Bowie del 2002
- gli Uncle Fester in Total Sonic Mayhem del 2002
- The Dandy Warhols nel CD singolo Plan A del 2003
- Enrico Ruggeri in Punk prima di te del 2004
- i Classic Rock String Quartet in The Bowie Chamber Suite - A Classic Rock Tribute to Bowie del 2004
- Paul Young in Rock Swings - On the Wild Side of Swing del 2006
- Paco Volume in BowieMania: Une collection obsessionnelle de Beatrice Ardisson del 2007
- i Middlearth in Short and Snappy del 2010
- Debbie Juvenile in Oddities - A Tribute to David Bowie del 2010 (digital release)
- i Monkey Versus Robot in Ziggy Played Surf Guitar del 2011
- gli Accelorater in Tribute to David Bowie del 2011
- Scott Weiland in A Compilation of Scott Weiland's Cover Songs del 2011
- i Camp Freddy nella colonna sonora del documentario West of Memphis del 2012
- gli Heartless Bastards in A Salute to the Thin White Duke - The Songs of David Bowie del 2015
- Lea DeLaria in House of David del 2015